# Tramwaje w Konstantynowie Łódzkim
Tramwaje w Konstantynowie Łódzkim – fragment komunikacji tramwajowej aglomeracji łódzkiej łączący Konstantynów Łódzki z Łodzią funkcjonujący od 17 grudnia 1910 do 3 marca 2019, po czym został reaktywowany 1 lipca 2024 roku. W latach 1929–2019 istniał odcinek łączący miasto z Lutomierskiem.

## Historia

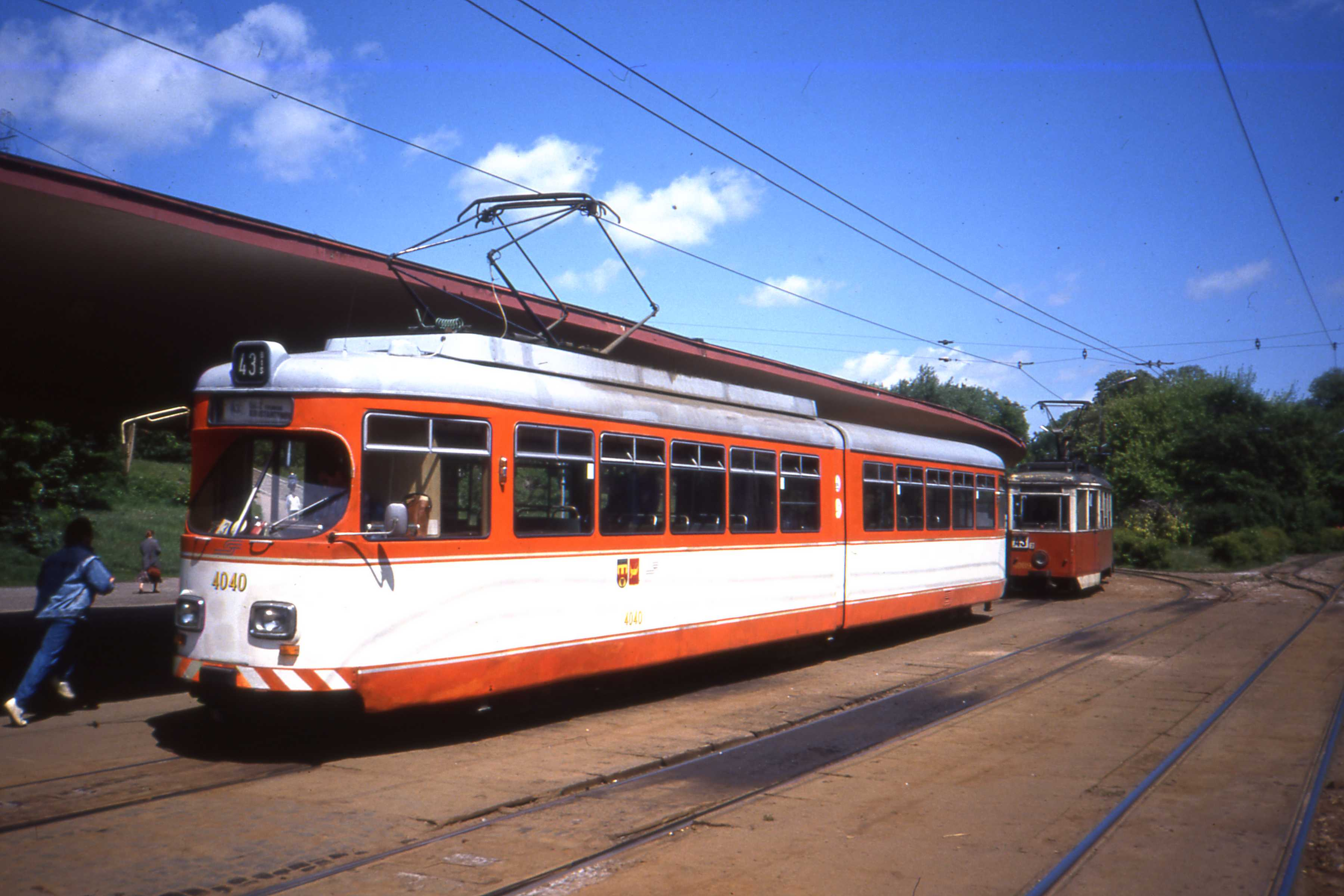
Tramwaj linii 43bis na pętli Północna (1991)

Otwarcie trasy do Konstantynowa łączącej miasto z Łodzią miało miejsce 17 grudnia 1910. W 1929 tramwaj wydłużono do Lutomierska przez Mirosławice. W 1956 tramwaj z Łodzi do Lutomierska uzyskał oznaczenie 43, za to z Łodzi do Konstantynowa - 43bis w 1959. 
W 1994 w wyniku porozumienia gmin Łódź, Konstantynów Łódzki i Lutomiersk powstała spółka Tramwaje Podmiejskie Sp. z o.o., która była odpowiedzialna za zapewnienie kursów tramwajowych do Konstantynowa i Lutomierska. 1 kwietnia 2012 kursy przejęło MPK-Łódź. Wtedy też zlikwidowano linię nr 43bis, a wydłużono trasę linii nr 9 ze Zdrowia w Łodzi do Konstantynowa. W 2017 w wyniku reformy komunikacji w aglomeracji łódzkiej doszło do skrócenia linii nr 9 z powrotem do Zdrowia, a rozdzielono linię 43 na 43A do Konstantynowa i 43B do Lutomierska. 
Ostatni tramwaj do Konstantynowa oraz Lutomierska przyjechał 2 marca 2019. Przyczyną zawieszenia był zły stan infrastruktury tramwajowej. Tego właśnie dnia miał miejsce upamiętniający linię kurs zorganizowany przez Klub Miłośników Starych Tramwajów w Łodzi.
W kwietniu 2022 ogłoszono, iż tramwaj do Konstantynowa zostanie odbudowany. Budowa ruszyła 5 września tego samego roku. Odbudowa obejmowała również odcinek od Zdrowia do pl. Wolności w Konstantynowie. Prace nie obejmowały odcinka od Konstantynowa do Lutomierska, którego odbudowa nie jest planowana. Odbudowa linii została zakończona w I połowie 2024 roku, a w czerwcu ruszyły odbiory techniczne. Uruchomienie tramwaju do Konstantynowa Łódzkiego nastąpiło 1 lipca 2024 roku.

## Budynki z infrastrukturą tramwajową
Wraz z otwarciem linii tramwajowej do Konstantynowa otworzono nową zajezdnię tramwajową, której nazwa pochodzi od łódzkiego osiedla Brus. Nadano jej numer 4. W latach 1994–2012 pełniła ona funkcję siedziby Tramwajów Podmiejskich sp. z o.o. Obecnie należy ona do Klubu Miłośników Starych Tramwajów w Łodzi i pełni funkcję muzeum.

## Upowszechnienie w kulturze

### Pomnik
W 2014 miasto postawiło pomnik mający na celu upowszechnienie informacji o istnieniu linii tramwajowej oraz pokazanie postępu w komunikacji poprzez postawienie historycznego tramwaju 2N2. W dniu odsłonięcia był on jedynym pomnikiem „upamiętniającym” istniejącą linię tramwajową.

### Dziennik konstantynowski
Na cześć linii tramwajowej do Konstantynowa powstał dziennik miejski o nazwie 43bis, którego nazwa oraz logo do dziś nawiązują do konstantynowskiej linii tramwajowej.